# Kostas Panagiotou

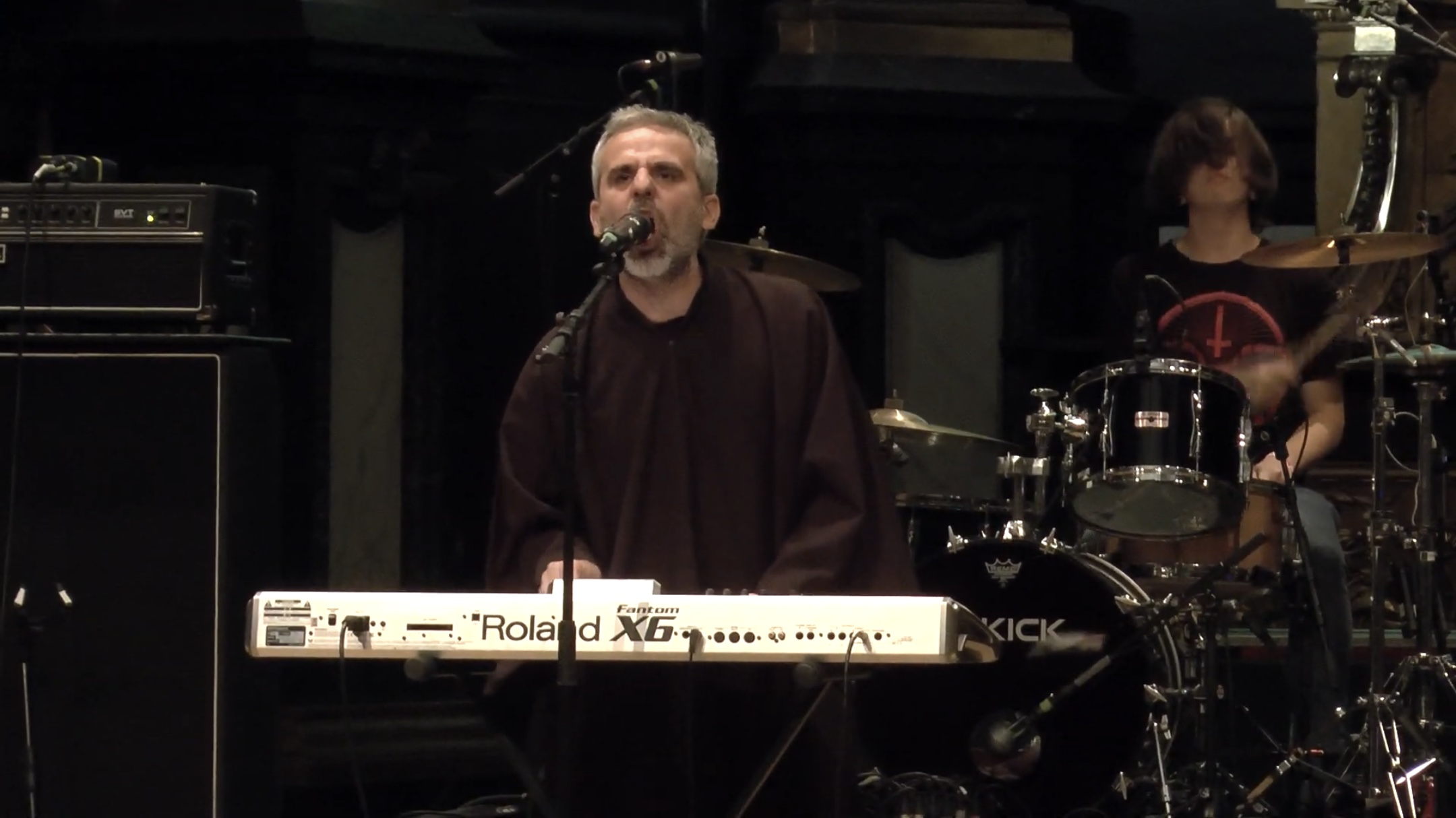
Kostas Panagiotou während eines Auftritts in Antwerpen im Jahr 2019

Kostas Panagiotou (* 8. August 1977 in Kavala, Griechenland) ist ein griechischer Sänger, Musiker und Musikjournalist.

## Leben
Panagiotou wurde in Griechenland geboren, lebte jedoch einen Teil seiner Jugend in Belgien, wo er seine Musikkarriere begann und unter anderem mit Stijn van Cauter kooperierte. Im Jahr 2004 zog er nach London, wo er einige Jahre lebte und sich aktiv mit Interviews und Rezensionen in das Webzine Doom-Metal.com einbrachte. 
In Brüssel studierte er Klinische Psychologie in London Forensische Psychologie. Mitunter wurde er 2011 von dem deutschen Musikmagazin Metal Hammer als Experte für den Funeral Doom interviewt.

## Karriere
Bekannt wurde er in den 2000er Jahren mit der Beteiligung an einigen Funeral-Doom-Gruppen. Nachkommend brachte er sich bei Interpreten des Rock- und Doom-Spektrums wie Crippled Black Phoenix, Se Delan oder A Dream of Poe sowie im Bereich des Dark Wave und Post-Industrials, wie bei Ereipia ein. Zu den populärsten Interpreten unter seiner Beteiligung werden die als sein Hauptprojekt geltende Band Pantheist sowie die Gruppen Crippled Black Phoenix, Wijlen Wij, Towards Atlantis Lights und Aphonic Threnody gezählt. Er brachte sich ebenso als Gast oder als zeitweiliges Mitglied bei Arð, Clouds, Wastes, Landskap, Bellator, Daylight Misery und Mourning Dawn ein. Panagiotou spielt überwiegend Keyboard und tritt als Sänger in Erscheinung. Bei Wijlen Wij brachte er sich auch als Gitarrist ein.
Zur Veröffentlichung des Pantheist-Albums Seeking Infinity initiierte er 2018 das Label Melancholic Realm Productions, das 2021 das zweite Album von Towards Atlantis Lights When the Ashes Devoured the Sun herausgab.

## Diskografie (Auswahl)
| - 2010: Unveiling the Signs (Split-Album, Redrum666) - 2016: Chapters (Download-EP, Selbstverlag) - 2020: Chamber of Isolation (Download-Album, Selbstverlag) - 2020: Times of Change (Download-EP, Selbstverlag) - 2021: The Dragon’s View (Download-Single, Selbstverlag) - 2023: Tor (Album, Melancholic Realm Productions) Mit Aphonic Threnody - 2013: First Funeral - 2014: When Death Comes - 2022: The Loneliest Walk | Mit Clouds - 2014: Doliu - 2016: Departe Mit Crippled Black Phoenix - 2007: A Love of Shared Disasters - 2009: The Resurrectionists - 2009: Night Raider - 2018: Great Escape | Mit Pantheist Mit Towards Atlantis Lights Mit Wastes Mit Wijlen Wij |